# Епархия Бэнбу
Архиепа́рхия Бэнбу́ (лат. Archidioecesis Pampuvensis ,кит.  中文: 蚌埠) — епархия Римско-Католической Церкви, городской округ Бэнбу, провинция Аньхой, Китай. Епархия Бэнбу входит в архиепархию Аньцина.

## История
21 февраля 1929 года Римский папа Пий XII издал бреве Ea quae catholicae, которым учредил апостольский викариат Бэнбу, выделив её из апостольского викариата Уху.
11 апреля 1946 года Римский папа Пий XII издал буллу Quotidie Nos, которой преобразовал апостольский викариат Бэнбу в епархию.
3 июля 2001 года Китайское правительство объединило три епархии Аньцина, Бэнбу и Уху в одну неканоническую епархию Аньхой и назначило ординарием этой епархии епископа из Китайской патриотической Церкви Иосифа Цзи Хуаюэ, который умер 26 февраля 2005 года. В настоящее время ординарием неканонической епархии Аньхой является священник Иосиф Лю Синхун их Китайской Патриотической Церкви.

## Ординарии епархии
- епископ Tommaso Berutti SJ (19.12.1929 г. — 1933 г.) — апостольский викарий Апостольского викариата Бэнбу;
- епископ Cipriano Cassini SJ (15.01.1937 г. — 11.04.1946 г.) — апостольский викарий Апостольского викаритат Бэнбу;
- епископ Cipriano Cassini SJ (11.04.1946 г. — 11.06.1951 г.) — ординарий епархии Бэнбу.
- с 11.06.1951 г. по настоящее время кафедра вакантна.

## Источник
- Annuario Pontificio, Libreria Editrice Vaticana, Città del Vaticano, 2003, ISBN 88-209-7422-3
- Breve Ea quae catholicae, AAS 21 (1929), стр. 590  (лат.)
- Bolla Quotidie Nos, AAS 38 (1946), стр. 301  (лат.)